# Euphyes ampa
Euphyes ampa är en fjärilsart som beskrevs av Evans 1955. Euphyes ampa ingår i släktet Euphyes och familjen tjockhuvuden. Inga underarter finns listade i Catalogue of Life.